# العرش الحديدي (صراع العروش)
العرش الحديدي (بالإنجليزية: The Iron Throne) هي الحلقة الأخيرة من من مسلسل الدراما الفانتازية الأمريكي صراع العروش، وهي الحلقة السادسة من الموسم الثامن والحلقة الثالثة والسبعين على مستوى جميع حلقات المواسم من تأليف وإخراج ديفيد بينيوف ودانيال وايز لصالح قناة HBO. بُثَّت الحلقة لأول مرة في الولايات المتحدة وكندا على قناة HBO بتاريخ 19 مايو عام 2019.
تدور أحداث حلقة «العرش الحديدي» حول آثار تدمير دنيرس تارجارين لمدينة كينغز لاندنغ وتتويج حاكم على ويستروس.

## مُلخّص الأحداث
يُعاين جون سنو ودافوس سيوورث الدمار الذي أوقعته دنيرس تارجارين على كينغز لاندنغ في الأثناء التي يعثر فيها تيريون لانستر على جثتيّ جايمي وسيرسي لانستر بين أنقاض قلعة ريد كيب. يُعدم غراي وورم جنود لانستر قائلاً أن دنيرس وجَّهت الأوامر بذلك. تعلن دنيرس إلى جنود الأنساليد والدوثراكي أنها لن تحرر ويستروس وحسب بل سوف تحرر العالم أجمع. يعلن تيريون علانيةً تنازله عن مهتمه معاوناً لدنيرس اعتراضاً على حكمها ويُسج في الأسر بتهمة الخيانة بعد تحريره لجايمي. تحذر آريا ستارك وتيريون جون سنو أن دنيرس ستقتله هو وسانزا ستارك، وأن مصير ويستروس متوقف عليه.
يقوم جون بمواجهة دنيرس في غرفة العرش حيث تبرر الأخيرة إقدامها على قتل الأطفال لإزالة العائق الذي شكلته سيرسي على انتصارها، وأنها لن تعفو عن تيريون أو سجناء لانستر فتدافع عن إعدامهم (وحملة التحرير) بأنها ضرورية لتحقيق رؤيتها لعالم جيد. وبعد هذا يطعنها جون بتردد بينما كان الاثنان يتبادلان القبل. يذيب التنين بنيرانه الملتهبة الجليد من على العرش الحديدي ويحمل جسد دنيرس بعيداً، فيما يُوضع جون في الأسر.
يجتمع لوردات وسيدات ويستروس في وقتٍ لاحق لاختيار حاكمهم الجديد. يقترح تيريون الذي ما زال قابعاً في الأسر اختيار الملوك من الآن فصاعداً من قبل اللوردات والسيدات عوضاً عن تحددهم بالوراثة. يرشح تيرون بران ستارك الذي يقبله البقية ملكاً على مضض عدا سانزا التي تعلن انفصال الشمال عن الممالك السبع. يوافق بران على هذا ويعيّن تيريون مساعداً له ويحكم على جون بالرجوع والالتحاق بحراس الليل لاسترضاء أولئك الموالين لدنيرس. يقود غراي وورم جنود الأنساليد إلى جزيرة ناث وهي موطن ميساندي.
يعترف تيريون بالمجلس المصغر ليضم إليه كل من برون وبريان التارثي ودافوس وسامويل تارلي الذين يباشرون بالتخطيط لإعادة إعمار كينغز لاندنغ. يعطي سام كتاباً يحمل عنوان «أغنية الجليد والنار» وهو كتاب كتبه أرشماستر إبروز عن تاريخ ويستروس في فترة بعد وفاة روبرت باراثيون، ويشير سام إلى أن إقصاء ذكر تيريون من الكتاب. يجتمع بران بالمجلس لبرهة قصيرة، وهذا فيما زال المجلس يحتاج إلى مناصب عدة لم يشغلها أحد بعد. يقول بران أنه ربما قد يستطيع العثور على التنين. تعزم آريا على استكشاف البحار المجهولة الواقعة غربي ويستروس وينصّب اللوردات المحليين سانزا ملكة على الشمال ويجتمع جون بتورموند جاينتسبين والشبح ليقود مجموعة من اللاجئين البريين خلف الجدار.

## الإنتاج

### التأليف
الحلقة من تأليف وكتابة ديفيد بينيوف ودي. بي. وايس.

### الإخراج والتصوير
الحلقة من إخراج ديفيد بينيوف ودي. بي. وايس.

## الاستقبال الجماهيري

### التقييم
بلغ عدد مشاهدين الحلقة 13.61 مليون مشاهد في العرض الأول لها على HBO، وهو ما يجعلها بذلك الحلقة ذات العدد الأكبر من المشاهدين من أصل جميع حلقات المسلسل ومتجاوزة بذلك عدد مشاهدي حلقة «الأجراس» السابقة وما قبل الأخيرة من المسلسل، وهذا ما يجعل الحلقة أيضاً العرض المتلفز الأكثر مشاهدة في تاريخ القناة على الإطلاق حيث تجاوزت الرقم القياسي الذي حققته حلقة «من أجل جميع الديون العامة والخاصة» من مسلسل آل سوبرانو التي سجلت حينها عدد مشاهدين بلغ 13.4 مليون مشاهد. كما شاهد الحلقة على منصات البث الحي على الإنترنت حوالي 5.7 مليون مشاهد ليصبح مجموع عدد مشاهدي الحلقة في العرض الأول لها نحو 19.3 مليون مشاهد.

### آراء النُقّاد
حصلت الحلقة على معدل موافقة بنسبة 49% على موقع التقييمات روتن توميتوز بالاستناد على 129 مراجعة وبمتوسط تقييم بلغ 6.4 من على 10. ويذكر الإجماع النقديّ للموقع: «إن الأمر الوحيد الجيد في "العرش الحديدي" هو كونه حلو ومر في الوقت ذاته -حتى لو كان بلا طعمٍ لسوء الحظ- الحلقة الأخيرة تضمن أن عُشَّاق صراع العروش سيظلون مُعلَّقين على مصير شخصياتهم المُفضَّلة لبعض الوقت. هل سيكونون راضين عن خلاصة السلسلة؟ اسألونا مجدداً بعد عشرة سنوات».
كتب سبنسر كورنهابر في مجلة الأتلانتيك أن الحلقة الأخيرة شهدت ما اعتبره «تحول دراما إلى سيتكوم» على حد تعبيره وذلك في «قضية رُخَص للشبكة». كانت الحلقة بالنسبة لكورنهابر «غريبة نغمياً ومُتكلّفة منطقياً وهزيلة عاطفياً». وكتبت لينيكا كروز في الأتلانتيك أيضاً أن الحلقة عانت من «مشاكل في وتيرة التقدم وتطور مُسرع بِه في الشخصيات وتنافر بالنغمات وافتقارها للانتباه إلى التفاصيل والانتكاسات غير المفسرة والحوار الأعجف». كتبت كيلي لولر في صحيفة يو إس إيه توداي أنه وبالنسبة لمسلسل تدور أحداثه حول «التراجيديا والظلم»، فإن المسلسل «لم يعد بالإمكان التعرف عليه» لأن الحلقة الأخيرة كانت «تفتقر للأصالة» ووصفت الحلقة بأنها «مبتذلة واسترضائية»، فبالنسبة للولر فإن المسلسل «لم ينحرف مصطدماً بمسار آخر انحرافاً ملائماً بل سقط من الجرف» على حد تشبيهها. كتبت أيمي جونز في صحيفة الديلي تلغراف أن شخصية دنيرس تعرضت للـ«خيانة» من منظورها جراء ما اعتبرته تغيُّراً مفاجئاً في شخصيتها واصفةً هذا التغيُّر بـ«عديم المعنى والغير عادل».

## وصلات خارجية
- العرش الحديدي على موقع IMDb (الإنجليزية)
- العرش الحديدي على موقع ميتاكريتيك (الإنجليزية)
- العرش الحديدي على موقع روتن توميتوز (الإنجليزية)

- «العرش الحديدي» - صراع العروش - موقع إتش بي أو (بالإنجليزية)
- «العرش الحديدي» على قاعدة بيانات الأفلام على الإنترنت (بالإنجليزية)